# Sphaerolichida
Sphaerolichida é uma subordem de ácaros da ordem dos Trombidiformes, em geral subdividida nas superfamílias Lordalychoidea e Sphaerolichoidea, ambas monotípicas.

## Taxonomia
A subordem inclui as seguintes superfamílias e famílias:
- Lordalychoidea
  - Lordalychidae
- Sphaerolichoidea
  - Sphaerolichidae